# Кондратенко, Филипп Викторович
Филипп Викторович Кондратенко (род. 13 мая 1974, Ленинград, СССР) — российский художник.

## Биография
Родился в 1974 году в Ленинграде (мать — редактор и переводчик О. В. Кустова (Давтян), отец — В. А. Кондратенко, врач-нейрофизиолог). Окончил факультет изобразительного искусства РГПУ им. А. И. Герцена (1997). Член Санкт-Петербургского Союза художников с 1998 года. Живет и работает в Санкт-Петербурге.

## Творчество

#### 1998–2004
Кондратенко формировался как художник преимущественно путём самообразования, с ориентацией сначала на ленинградский реалистический пейзаж 1920–1930-х (А. С. Ведерников, В. А. Гринберг, Н. Ф. Лапшин, А. И. Русаков и др.), затем — на опыты русского авангарда (прежде всего, супрематизм К. С. Малевича и теория расширенного смотрения М. В. Матюшина). Позднее испытал влияние американского и европейского абстракционизма 1950-х годов (абстрактный экспрессионизм, информель).

Первые самостоятельные работы Кондратенко относятся к концу 1990-х. С этого времени и до середины 2000-х он занимается преимущественно городским пейзажем и портретом, постепенно очищая круг используемых выразительных средств до элементарного минимума: наносимых в один слой нескольких пятен локального или модулированного цвета и свободного от светотеневых обоснований, самодовлеющего контура, родственного иероглифическому письму. Пейзаж (в живописи) достигает к 2003–2004 годам знаковой компактности и одновременно эмансипируется от натурных отсылок.
У Ф. Кондратенко, вернее, у его живописи есть удивительная особенность — он живописует не некие эпизоды, увиденные им, а идею связности, объединяющую то, что мы бессловесно зрим, в мир внятности и точности. — Николай Кононов
Портрет (в живописи и графике), концентрируясь на членах семьи художника и круге близких ему (но не знакомых) деятелей петербургской — ленинградской культуры, стремится к «письменной узнаваемости», не использующей традиционные приемы достижения сходства.

#### 2005–2009
С середины 2000-х Кондратенко работает в области беспредметной живописи, постепенно переходит от масляной техники к акрилу, пишет всё более быстро, ища в больших сериях одних и тех же элементарных мотивов (линия, точка, треугольник, круг и др.) непредвиденного, зависящего не только от замысла, но и от случая, прямого воздействия.
Филиппу Кондратенко удалось, пожалуй, самое сложное: проявляя несомненное глубокое знакомство с традицией беспредметного искусства (скажем даже точнее и смелее — ее понимание и постижение), пройти собственный путь эволюции, очищая на каждом из этапов живопись от примет видимой реальности и параллельно насыщая ее лишь ей самой присущими качествами. — Елена Баснер
В работах этого времени, тем не менее, сохраняется и даже упрочивается связь его живописного языка с литературой и письмом: соотношение фона (часто светлого, близкого к белому) и фигуры/контура (часто темно-синих или черных) по-разному разыгрывает ситуацию начертания буквы на чистом листе бумаги. В 2008 году Кондратенко выполняет цикл графических работ, посвященных рассказу Мориса Бланшо «Безумие дня».

#### 2010–2015
Серия обесцвеченных, решенных в бело-серой гамме работ 2011–2012 годов предельно обостряет тему безъязычия живописи: прежняя «буква» (контур, фигура) распадается на незначащие отрезки линий, которые обедненное цветовое решение не позволяет опознать каким-либо образом и в визуальных, пространственных координатах.
В это же время Кондратенко пишет серию «черных» портретов: эти работы, впервые у него лишенные контура и вообще линии, бескомпромиссно ставят вопрос о возможности живописного пространства, не опирающегося ни на возможности письма, ни — что куда радикальнее — на свет как фундаментальное условие человеческого зрения.

#### 2015–2016
В работах, стремящихся к малому формату (до 14 × 17 см) и акцентирующих вещественность картины за счет использования грубого холста, часто наклеенного на оргалит, Кондратенко вновь скрещивает абстракцию с предельно обобщенной пейзажной схемой.

#### 2017 — настоящее время
Кондратенко переходит к акварельной живописи и еще более радикально минимизирует формат произведений (вплоть до 1 × 1,5 см), а также стремится к снижению цветового и тонального контраста. К 2019 году формат возвращается к средним значениям около 10 × 12 см и с тех пор держится на этом уровне; художником выполнено несколько сотен акварелей такого рода, в том числе поверх листов, написанных ранее. На фоне разрастания этой беспредметной «серии» все большее значение в искусстве Кондратенко приобретает, наряду с собственно визуальными качествами произведений, рефлексия над самой практикой художественного творчества. Этому периоду были посвящены выставки «—» и «−1/47».
Мало похожа на «художественную» и практика Кондратенко: это простое периодическое <…> занятие, не нацеленное ни на реализацию некоего замысла или проекта, ни на достижение некоей цели, ни на тиражирование, ни на продажу, ни на показ <…> [З]аведомо бесполезное делание, бесполезное, как и (почти) любое искусство в рамках культурной индустрии <…>, но в то же время бесполезное и для самой этой индустрии <…>. Решение (сознательное или нет) художника не быть художником — решение довольно трудное и с чисто психологической точки зрения, и в техническом плане, так как, очевидно, непросто организовать свою практику так <…> чтобы она не удовлетворяла или противилась критериям искусства. — Алексей Шестаков

## Работы в собраниях
- Музей современного искусства «Эрарта», Санкт-Петербург, Россия
- Музей В. В. Набокова СПбГУ, Санкт-Петербург, Россия
- Частные коллекции в России, Франции, Великобритании, Ирландии, США и др.

## Персональные выставки
- «−1/47», выставочное пространство и книжный магазин «Союз печатников», 2022
- «—», Музей сновидений Зигмунда Фрейда, Санкт-Петербург, Россия, 2019
- «_off», галерея «Сарай» Музея Анны Ахматовой, Санкт-Петербург, Россия, 2017 [Каталог]
- «Тихая обитель», Музей сновидений Зигмунда Фрейда, Санкт-Петербург, Россия, 2015/16 [Каталог]
- «Цвет дня», Музей В. В. Набокова СПбГУ, Санкт-Петербург, Россия, 2015
- «В черном свете», Музей сновидений Зигмунда Фрейда, Санкт-Петербург, Россия, 2014 [Каталог]
- «365», галерея «Формула», лофт-проект «Этажи», Санкт-Петербург, Россия, 2014
- «Живопись, графика», Музей В. В. Набокова СПбГУ, Санкт-Петербург, Россия, 2012
- «„Музей“ петербургского текста», Музей Анны Ахматовой, Санкт-Петербург, Россия, 2012 [Каталог]
- «Внутренний человек», галерея «GuelmanProjects», Москва, Россия, 2009 [Каталог]
- «Безумие дня», Музей В. В. Набокова, Санкт-Петербург, Россия, 2008
- «Слово внутри», Музей В. В. Набокова, Санкт-Петербург, Россия, 2006 [Каталог]
- «Живопись», выставочный зал журнала НоМИ, Санкт-Петербург, Россия, 2005
- «Письмо 2004», Музей В. В. Набокова, Санкт-Петербург, Россия, 2004/05
- «Наброски к петербургскому портрету», Музей-квартира А. А. Блока, Санкт-Петербург, Россия, 2004 [Каталог]
- «Городской житель», Музей В. В. Набокова, Санкт-Петербург, Россия, 2003
- «Акварель, гуашь», Государственный Музей городской скульптуры, Санкт-Петербург, Россия, 2000
- «Графика», галерея «Форум», Санкт-Петербург, Россия, 1999

## Групповые выставки
- «Предельно/конкретно», Музей современного искусства PERMM, Пермь, Россия, 2010/11
- «Новая экспрессия», Открытая галерея, Москва, Россия, 2010
- «Приключения „Черного квадрата“», Государственный Русский музей, Санкт-Петербург, Россия, 2007

## Издания
- Филипп Кондратенко: Я — линия горизонта / вступ. ст. А. Шестакова. СПб.: ИНАПРЕСС, 2022. — 64 с.
- Филипп Кондратенко: «Музей» петербургского текста / вступ. ст. Н. Кононова и А. Шестакова. СПб.: ИНАПРЕСС, 2012. — 80 с.